# 385e division d'infanterie
La  385e division d'infanterie (en allemand : 385. Infanterie-Division ou 385. ID) est une des divisions d'infanterie de l'armée allemande (Wehrmacht) durant la Seconde Guerre mondiale.

## Historique
La 385e division d'infanterie est formée le 10 janvier 1942 sur le Truppenübungsplatz (terrain de manœuvre) de Bergen dans le Wehrkreis VI en tant que “Rheingold”-Division en tant qu'élément de la 18. Welle (18e vague de mobilisation).
Cinq divisions ont été formées en janvier 1942 sous le nom de code “Rheingold” (Or du Rhin) en tant que renforts manquant cruellement pour le Front de l'Est en voie de disparition.
Après sa formation, la division est transférée sur le Front de l'Est en mai 1942.
D'abord intégrée dans l'Heeresgruppe Mitte dans le secteur de Yukhnov et de Koursk, elle rejoint en juin 1942 la 4. Panzerarmee au sein de l'Heeresgruppe Sud dans le secteur de Voronej, puis avec l'Heeresgruppe B.
De la fin d'année 1942 au début 1943, elle retraite de la Volga au Don tout en subissant de lourdes pertes
Elle est détruite sur la rivière Don le 17 février 1943. Les éléments survivants sont reversés vers la 387. Infanterie-Division.

## Organisation

### Commandants
| Date                               | Grade                  | Commandant              |
| ---------------------------------- | ---------------------- | ----------------------- |
| 7 janvier 1942 - 18 décembre 1942  | General der Infanterie | Karl Eibl               |
| 18 décembre 1942 - 15 février 1943 | Generalmajor           | Eberhard von Schuckmann |

## Théâtres d'opérations
- Allemagne : Janvier 1942 - Mai 1942
- Front de l'Est, secteur Centre : Mai 1942 - Juin 1942
- Front de l'Est, secteur Sud : Juin 1942 - Février 1943

## Ordre de bataille
- Infanterie-Regiment 537
- Infanterie-Regiment 538
- Infanterie-Regiment 539
- Artillerie-Regiment 385
  - I. Abteilung
  - II. Abteilung
  - III. Abteilung
  - IV. Abteilung
- Panzerjäger-Abteilung 385
- Reiter-Schwadron 385
- Pionier-Bataillon 385
- Infanterie-Divisions-Nachrichten-Abteilung 385
- Versorgungs-Einheiten 385